# Wilkin Castillo
Wilkin Castillo (né le 1er juin 1984 à Baní en République dominicaine) est un ancien receveur de baseball qui jouait dans les Ligues majeures.

## Carrière
Wilkin Castillo signe son premier contrat professionnel en 2002 avec les Diamondbacks de l'Arizona. En ligues mineures, il gravit les échelons vers les majeures dans le système de clubs-école des Diamondbacks jusqu'en 2008, alors que l'équipe le transfère en août aux Reds de Cincinnati en compensation pour l'acquisition du joueur étoile Adam Dunn. Peu de temps après cette transaction, Castillo a l'occasion de disputer sa première partie dans le baseball majeur le 2 septembre contre les Pirates de Pittsburgh. Le lendemain, contre cette même équipe, le nouveau joueur des Reds réussit son premier coup sûr au plus haut niveau, un simple obtenu comme frappeur suppléant opposé au lanceur T. J. Beam. Castillo joue dans 18 parties du Cincinnati en fin de saison 2008 et présente une moyenne au bâton de ,281 avec un point produit et six points marqués.
En 2009, il joue presque uniquement pour le club-école de niveau Triple-A des Reds dans la Ligue internationale, les Bats de Louisville. Il y est, tout comme lors de ces années précédentes dans les ligues mineures, le receveur de son équipe. Mais il évolue également à l'occasion au poste de troisième but. Cependant, depuis ses débuts dans les majeures, Castillo n'a pas encore eu l'occasion de jouer à sa position naturelle pour les Reds, qui l'ont employé comme voltigeur, comme deuxième but, ou encore simplement comme frappeur suppléant, sans faire appel à ses services en défensive. Le joueur dominicain apparaît dans quatre parties des Reds de Cincinnati en 2009, réussissant deux coups sûrs en trois présences au bâton pour une moyenne de ,667. Il fait marquer un point. En 2010, il ne joue que pour Louisville dans le Triple-A.
En novembre 2010, Castillo, devenu agent libre, rejoint les Braves d'Atlanta, qui l'invitent à leur entraînement de printemps 2011. Après avoir joué toute la saison 2011 dans les ligues mineures avec un club-école des Braves et passé l'année 2012 avec une équipe affiliée aux Rockies du Colorado, Castillo prend le chemin du Mexique où il évolue dans la Ligue mexicaine de baseball pour Vaqueros Laguna en 2013, puis en 2014 pour les Toros de Tijuana et les Broncos de Reynosa.
Le 30 janvier 2015, il signe un contrat avec les Pirates de Pittsburgh.
Wilkin Castillo est frappeur ambidextre.

## Statistiques
| Saison | Équipe     | G  | AB | R | H  | 2B | 3B | HR | RBI | SB | BA   |
| ------ | ---------- | -- | -- | - | -- | -- | -- | -- | --- | -- | ---- |
| 2008   | Cincinnati | 18 | 32 | 6 | 9  | 1  | 0  | 0  | 1   | 0  | .281 |
| 2009   | Cincinnati | 4  | 3  | 0 | 2  | 0  | 0  | 0  | 1   | 0  | .667 |
| Totaux | Totaux     | 22 | 35 | 6 | 11 | 1  | 0  | 0  | 2   | 0  | .314 |

Note : G = Matches joués ; AB = Passages au bâton; R = Points ; H = Coups sûrs ; 2B = Doubles ; 3B = Triples ; 
HR = Coup de circuit ; RBI = Points produits ; SB = Buts volés ; BA = Moyenne au bâton.